# Wilton (hrabstwo Hillsborough)
Wilton – jednostka osadnicza w Stanach Zjednoczonych, w stanie New Hampshire, w hrabstwie Hillsborough.